# Pihen-Les Guines War Cemetery
Pihen-Les Guines War Cemetery is een begraafplaats gelegen in de Franse plaats Pihen-lès-Guînes (Pas-de-Calais). De militaire graven worden onderhouden door de Commonwealth War Graves Commission.
De begraafplaats telt 100 graves; 97 Commonwealth WW2 and 3 Foreign WW2. One non-World War grave.